# Bursa
Bursa (von griechisch Προύσα Prousa), früher Prusa, ist mit 3,2 Millionen Einwohnern (Stand: 2024) die viertgrößte Stadt der Türkei und Hauptstadt der Provinz Bursa in der Westtürkei.

## Geografie
Bursa liegt 90 Kilometer südlich von Istanbul zu Füßen des Uludağ-Gebirges, das früher den Namen Bithynischer Olymp trug. Ringsum ist eine sehr grüne Landschaft mit einigen heilkräftigen Schwefelquellen. Die Küste des Marmarameeres ist mit der Bucht von Gemlik 20 km und mit dem Ort Mudanya 32 km entfernt.

## Bevölkerung

### Ergebnisse von Volkszählungen und Bevölkerungsfortschreibung
Nachfolgende Tabellen geben den dokumentierten Einwohnerstand der Stadt Bursa wieder.
- Die Werte der linken Tabelle basieren auf E-Books (der Originaldokumente[2]).
- Die Werte der rechten Tabelle entstammen der Fortschreibung durch das 2007 eingeführte adressierbare Einwohnerregister (ADNKS). Sie sind abrufbar durch eine Datenabfrage beim Statistikinstitut der Türkei[3]

| Jahr | Bevölkerung am Zensustag | Bevölkerung am Zensustag | Bevölkerung am Zensustag |
| Jahr | Gesamt                   | männlich                 | weiblich                 |
| ---- | ------------------------ | ------------------------ | ------------------------ |
| 1927 | 61.451                   | 30.508                   | 30.943                   |
| 1935 | 72.270                   | 35.389                   | 36.881                   |
| 1940 | 77.598                   | 36.968                   | 40.630                   |
| 1945 | 85.919                   | 42.972                   | 42.992                   |
| 1950 | 103.812                  | keine Angaben !          | keine Angaben !          |
| 1955 | 128.875                  | 64.795                   | 64.080                   |
| 1960 | 153.866                  | 77.956                   | 75.910                   |
| 1965 | 211.644                  | 107.554                  | 104.090                  |
| 1970 | 275.953                  | 140.439                  | 135.514                  |
| 1975 | 346.103                  | 179.328                  | 166.775                  |
| 1980 | 445.113                  | 226.818                  | 218.295                  |
| 1985 | 612.510                  | 311.396                  | 301.114                  |
| 1990 | 983.991                  | 498.638                  | 485.353                  |
| 2000 | 1.400.158                | 701.856                  | 698.302                  |

| Jahr | Bevölkerung am Jahresende | Bevölkerung am Jahresende | Bevölkerung am Jahresende |
| Jahr | Gesamt                    | männlich                  | weiblich                  |
| ---- | ------------------------- | ------------------------- | ------------------------- |
| 2007 | 1.710.227                 | 855.487                   | 854.740                   |
| 2008 | 1.738.928                 | 869.837                   | 869.091                   |
| 2009 | 1.775.921                 | 887.566                   | 888.355                   |
| 2010 | 1.821.913                 | 909.408                   | 912.505                   |
| 2011 | 1.862.093                 | 931.350                   | 930.743                   |
| 2012 | 1.895.323                 | 948.632                   | 946.691                   |
| 2013 | 1.938.521                 | 971.006                   | 967.515                   |
| 2014 | 1.975.516                 | 989.204                   | 986.312                   |
| 2015 | 2.019.573                 | 1.012.238                 | 1.007.335                 |
| 2016 | 2.066.421                 | 1.036.948                 | 1.029.473                 |
| 2017 | 2.091.331                 | 1.047.854                 | 1.043.477                 |
| 2018 | 2.130.032                 | 1.066.627                 | 1.063.405                 |

Nachdem die Provinz Bursa im Jahre 1987 durch das Gesetz Nr. 3391 (erlassen am 18. Juni 1987) den Status einer Großstadtgemeinde erhielt, wurde die eigentliche Kernstadt in sieben Stadtbezirke aufgeteilt. Die dargestellten Werte ab dem Jahr 1990 wurden durch Addition dieser sieben Stadtbezirke ermittelt.

## Geschichte

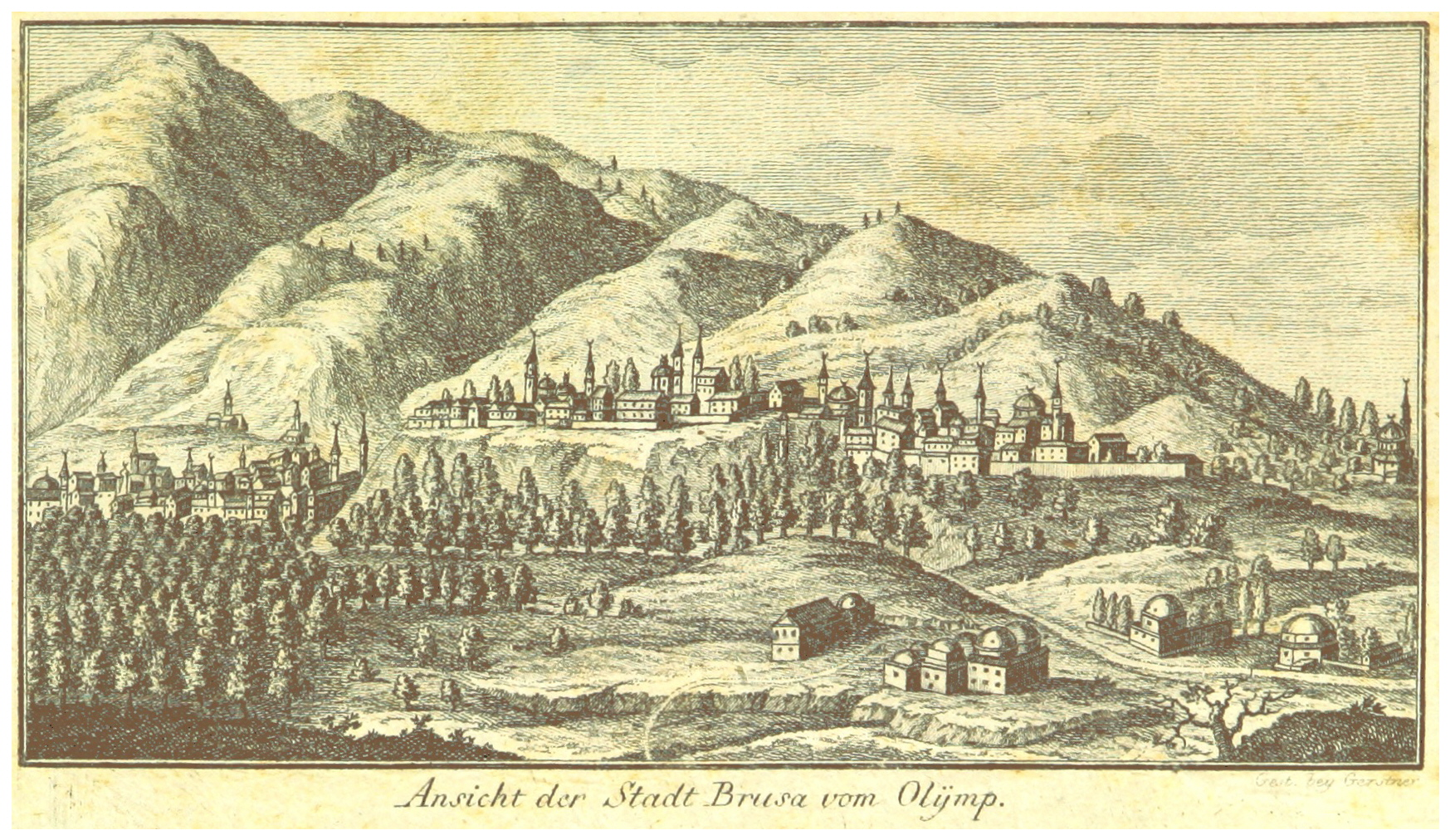
Stadtansicht Bursas vom Bithynischen Olymp, Ende des 18. Jh

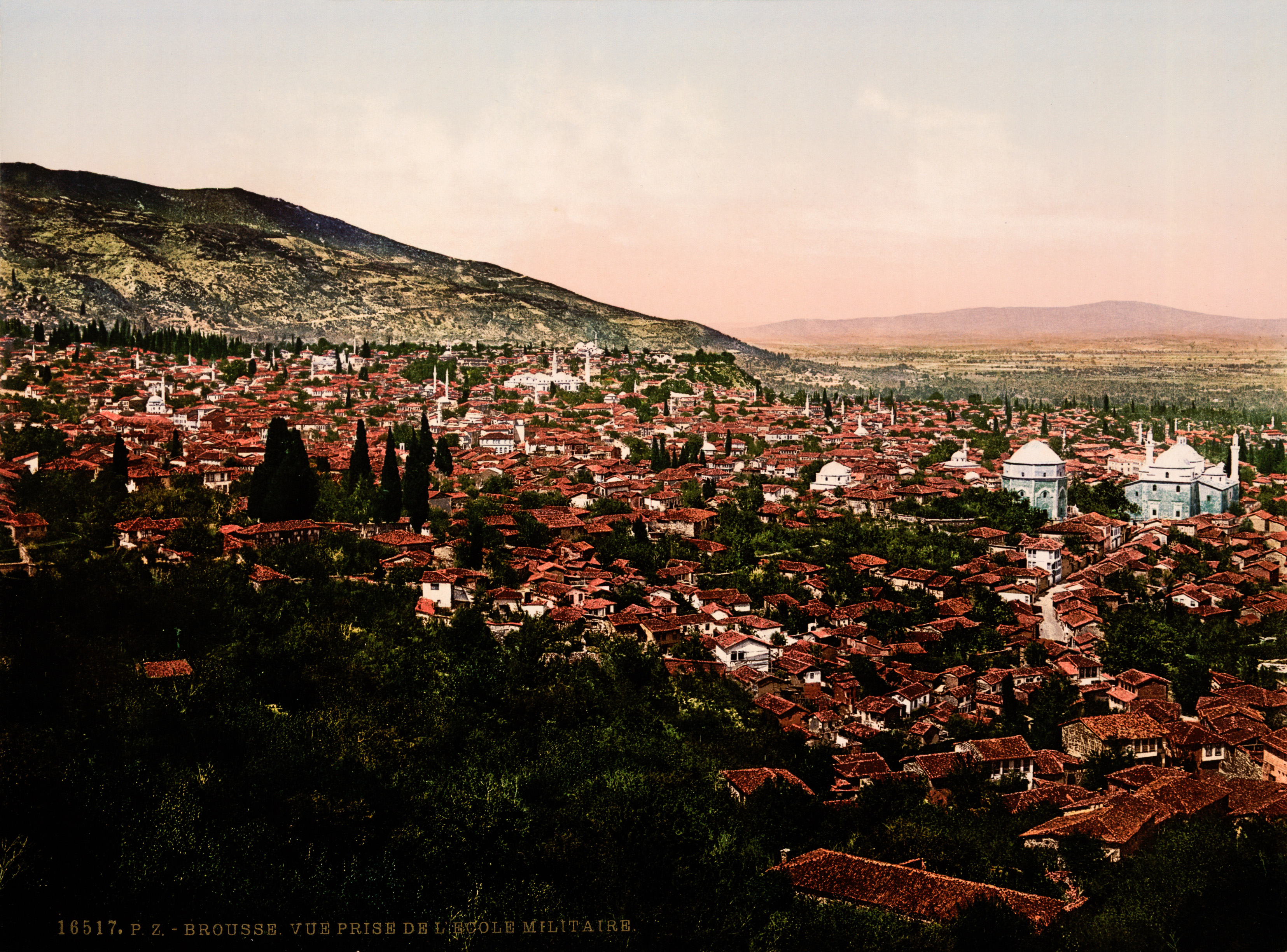
Bursa Ende des 19. Jh

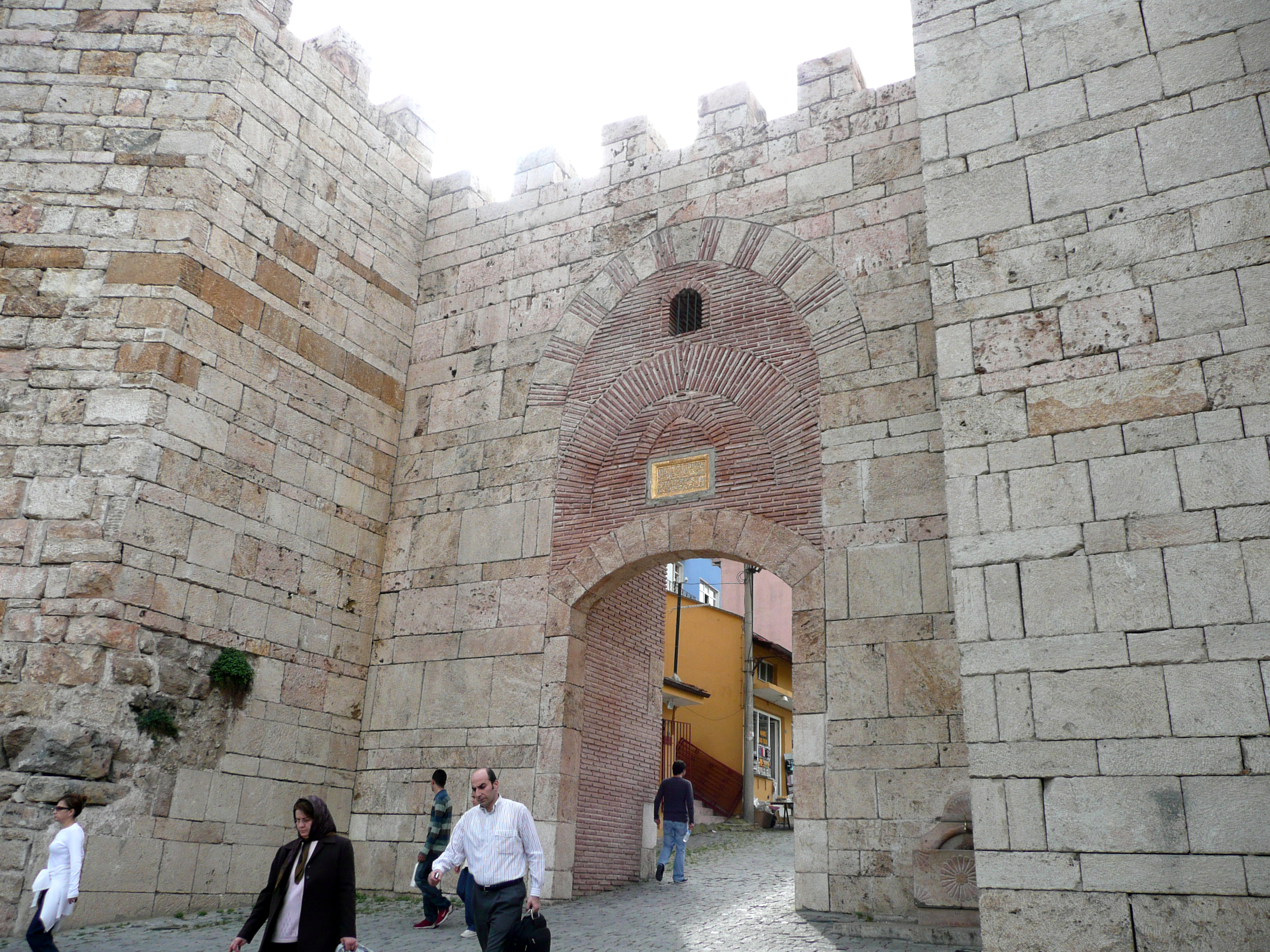
Burg von Bursa

Die Stadt hieß in der Antike Prusa bzw. Prusa ad Olympum und wurde 188/7 v. Chr. von König Prusias I. von Bithynien gegründet.
Seit 74 v. Chr. war Prusa mit ganz Bithynien Teil der römischen Provinz Bithynia. Ein bedeutender frührömischer Fund, der so genannte Silberschatz von Bursa, befindet sich heute im British Museum.
257/8 wurde die Stadt von den Goten geplündert, um diese Zeit erhielt sie eine Stadtmauer.
Als Bistum ist Prusa seit 325 belegt. 350 war Prusa Verbannungsort des Vetranio. In byzantinischer Zeit war Prusa für seine Basilika Therma genannten Thermalbäder im heutigen Vorort Çekirge bekannt, mehrfach hielten sich Kaiser dort auf.
Bursa war ab 1326, als der Sultanssohn und spätere Sultan Orhan I. die Stadt am 6. April eroberte, die Hauptstadt des Osmanischen Reiches. 1368 wurde die Residenz nach Edirne verlegt. 1402 wurde Bursa von den Mongolen unter Timur verwüstet, ihnen fiel ein Großteil des osmanischen Staatsschatzes in die Hände. Eine neue Blüte erlebte die Stadt unter der Regierung von Mehmed I. (1413 bis 1421). Ein großer Brand 1801 und ein Erdbeben 1855 beschädigten Teile der Stadt. Nach dem Ersten Weltkrieg war Bursa kurze Zeit von Frankreich besetzt. Im Sommer 1920 eroberte Griechenland für etwa zwei Jahre Bursa. Nach der Niederlage der Griechen im Griechisch-Türkischen Krieg 1922 fiel die Stadt an die Türkei. Der darauf folgende türkisch-griechische Bevölkerungsaustausch nach dem Vertrag von Lausanne im Jahr 1923 traf die Stadt wirtschaftlich schwer.
In der Folgezeit wurde Bursa zu einem der wichtigsten industriellen Zentren der Türkei und ist heute die viertgrößte Stadt des Landes.

## Sehenswürdigkeiten

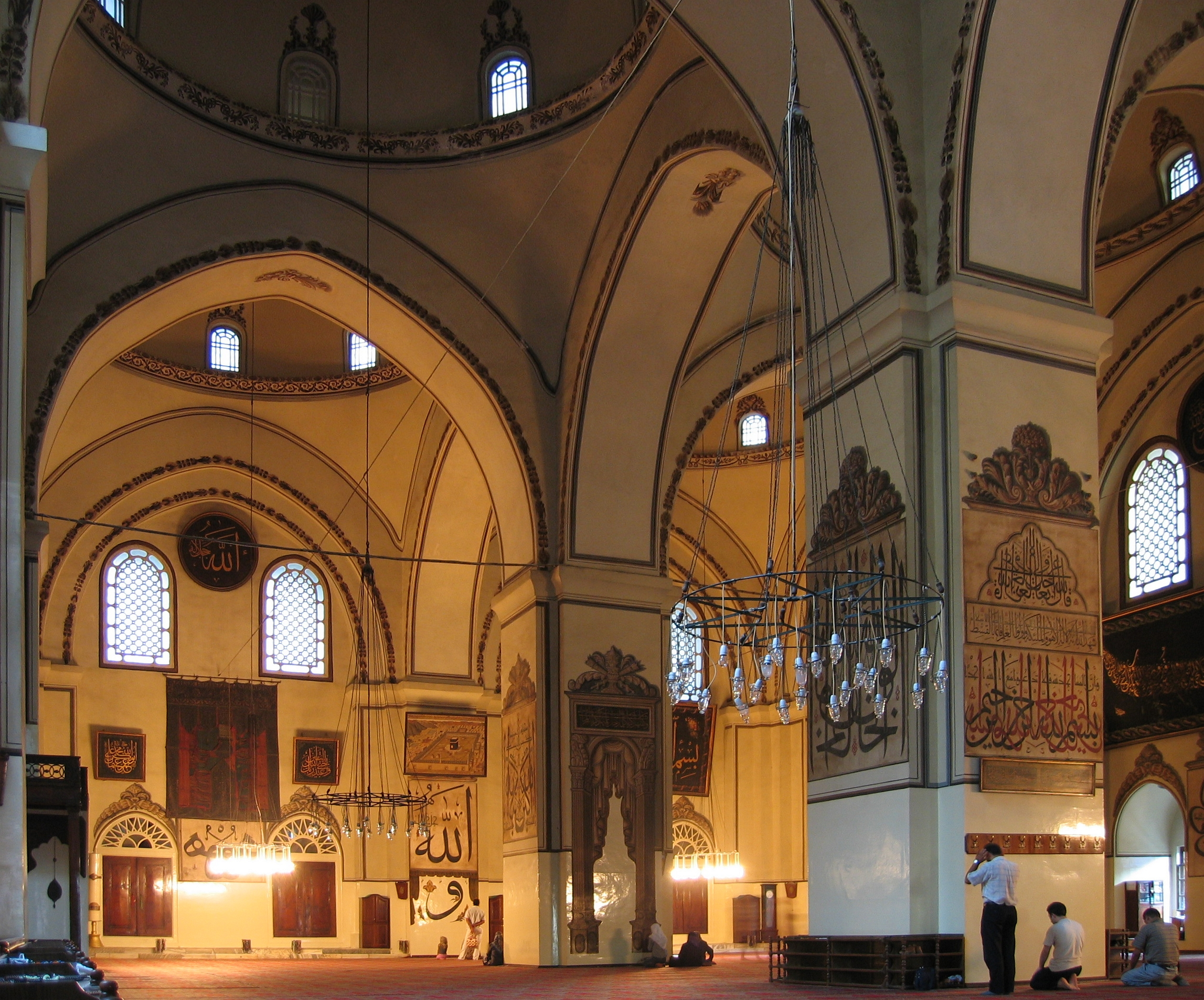
Große Moschee in Bursa (Ulu cami)

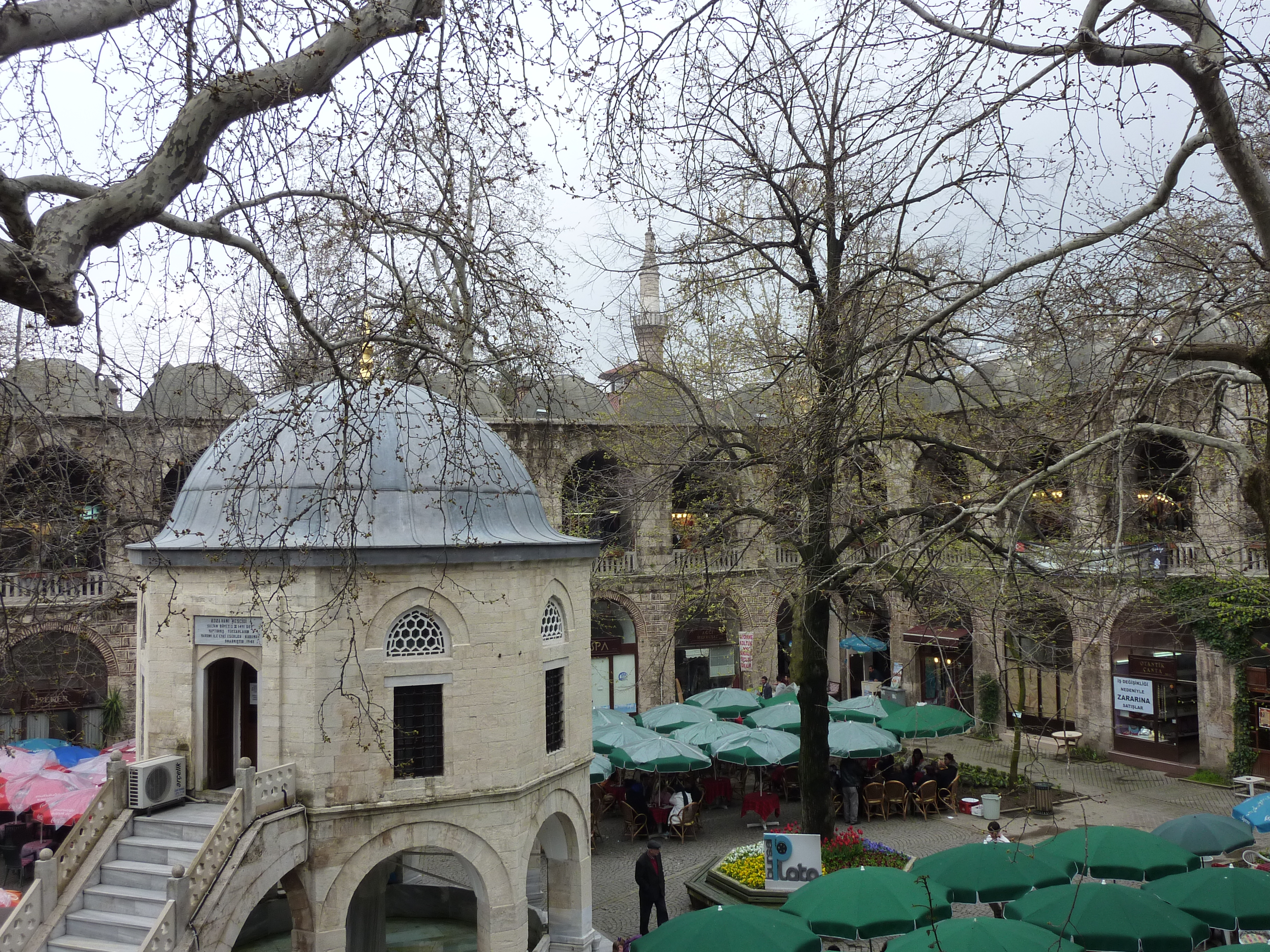
Seidenbasar (Koza Han)

Besondere Sehenswürdigkeiten sind das Grabmal von Sultan Mehmed I., die Grüne Türbe (Yeşil Türbe), sowie die zwischen 1380 und 1420 errichteten Moscheen, die Große Moschee (Ulu Cami), Grüne Moschee, Hüdavendigar- und Orhan-Gazi-Moschee. Die sephardische Mayor-Synagoge stammt vom Ende des 15. Jahrhunderts und wurde bis 1975 genutzt.
Sehenswert sind auch die Grabmale der ersten osmanischen Sultane, Osman I. und Orhan I., sowie der Basar, hier vor allem der Seidenbasar Koza Han.
Der 2542 Meter hohe Hausberg Uludağ im Uludağ-Nationalpark ist das bedeutendste Wintersportzentrum der Türkei. Die Auffahrt mit Bus oder PKW dauert etwa eine Stunde. Unweit des Yeşil Türbe befand sich die am 29. Oktober 1963 als erste Seilbahn in der Türkei eröffnete, 4817 m lange Teleferik (türkisch für Seilbahn), die die Fahrtzeit auf den Uludağ auf etwa 20 Minuten verkürzte. Ihr Betrieb wurde am 1. November 2012 eingestellt. Geplant ist, dass eine neue Seilbahn eingerichtet wird.
Bekannt ist Bursa auch für die heißen Thermalquellen im Stadtteil Çekirge. Zu den ersten bekannten Besuchern der Thermalquellen zählt die byzantinische Kaiserin Theodora.
Weitere Sehenswürdigkeiten sind
- das archäologische Museum Bursa Arkeoloji Müzesi
- das Dorf Cumalıkızık, in dem es noch osmanische Häuser gibt. Dort befindet sich auch ein ethnographisches Museum (Cumalıkızık Etnografya Müzesi).
- ein traditionelles Karagöz-Schattenspiel-Theater im Stadtteil Çekirge.
- das Museum für traditionelle osmanische Kleidung und Schmuck Uluumay Osmanlı Halk Kıyafetleri ve Takıları Müzesi
- das Automobilmuseum Bursa Tofaş Anadolu Arabaları Müzesi
- Karagöz ve Hacivat, Yüzen Taşlar Heykeli (Schwimmende-Steine-Skulptur) des Künstlers Christian Tobin auf dem Altıparmak Meydanı am Bursa Atatürk Stadı
- die Steinbogenbrücke Abdal Köprüsü
- die gotisch-neoklassizistische Französische Kirche

2014 wurden Bursa und Cumalıkızık als Geburtsstätten des Osmanischen Reiches in die Liste des UNESCO-Weltkulturerbe aufgenommen.

## Küche
In Bursa wurde der Iskender Kebap erfunden, die Familie des Erfinders İskender (türkisch für Alexander) führt heute mehrere Lokale in Bursa und Umgebung. Von hier stammen außerdem die kandierten Kastanien (Kestane şekeri).
Mehrere Mineralwasserproduzenten haben ihren Sitz in Bursa. Bursa ist auch der traditionelle Stammsitz der Firma Uludağ, die die gleichnamige Limonade produziert. Dieses Gazoz genannte Getränk wurde bis in die 1980er Jahre nur aus dem Quellwasser des Uludağ hergestellt.

## Industrie

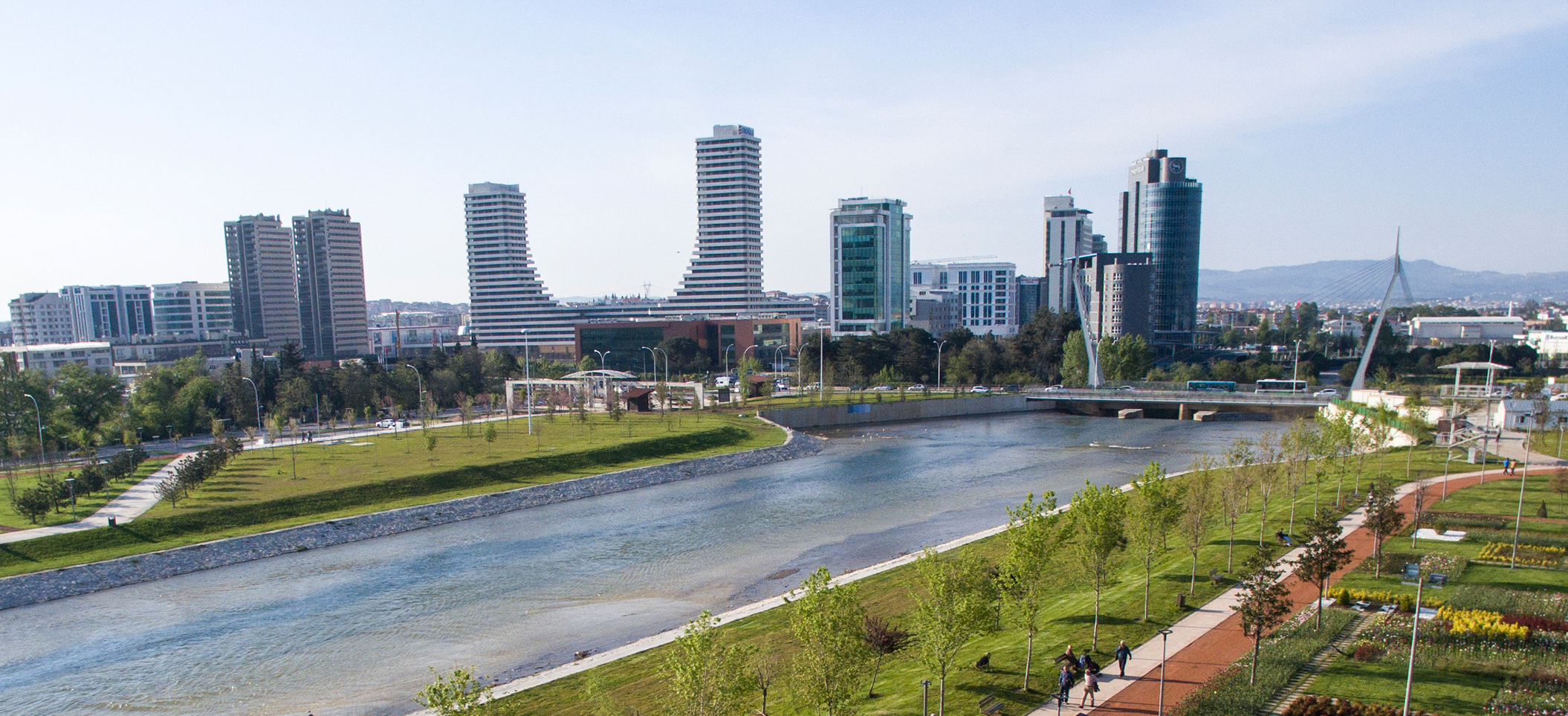
Hüdavendigar Park

Bursas wichtigste Industriezweige sind die Automobilfertigung, die Stahl- und Textilindustrie und der Obstanbau (türkisch Yeşil Bursa, das grüne Bursa).
In der Nähe befindet sich ein Erdgaskraftwerk.
- Automobilindustrie
  - Grammer (Fahrzeugsitzherstellung)
  - Renault MAİS
  - Citroën (Fahrzeugherstellung)
  - Robert Bosch GmbH (Fahrzeugteileherstellung)
  - Tofaş-Fiat (Türk otomobil fabrikası AŞ)
  - SMR Plast Met Bursa, part of Motherson Group (Fahrzeugteilehersteller)

- Maschinenbau (Blechbearbeitungsmaschinen)
  - Durma
  - Ermaksan
  - Baykal

- Textilindustrie
  - Frotteeartikel
  - Seidenartikel

- Stahlindustrie
  - Profilstahl
  - Messer

## Verkehr

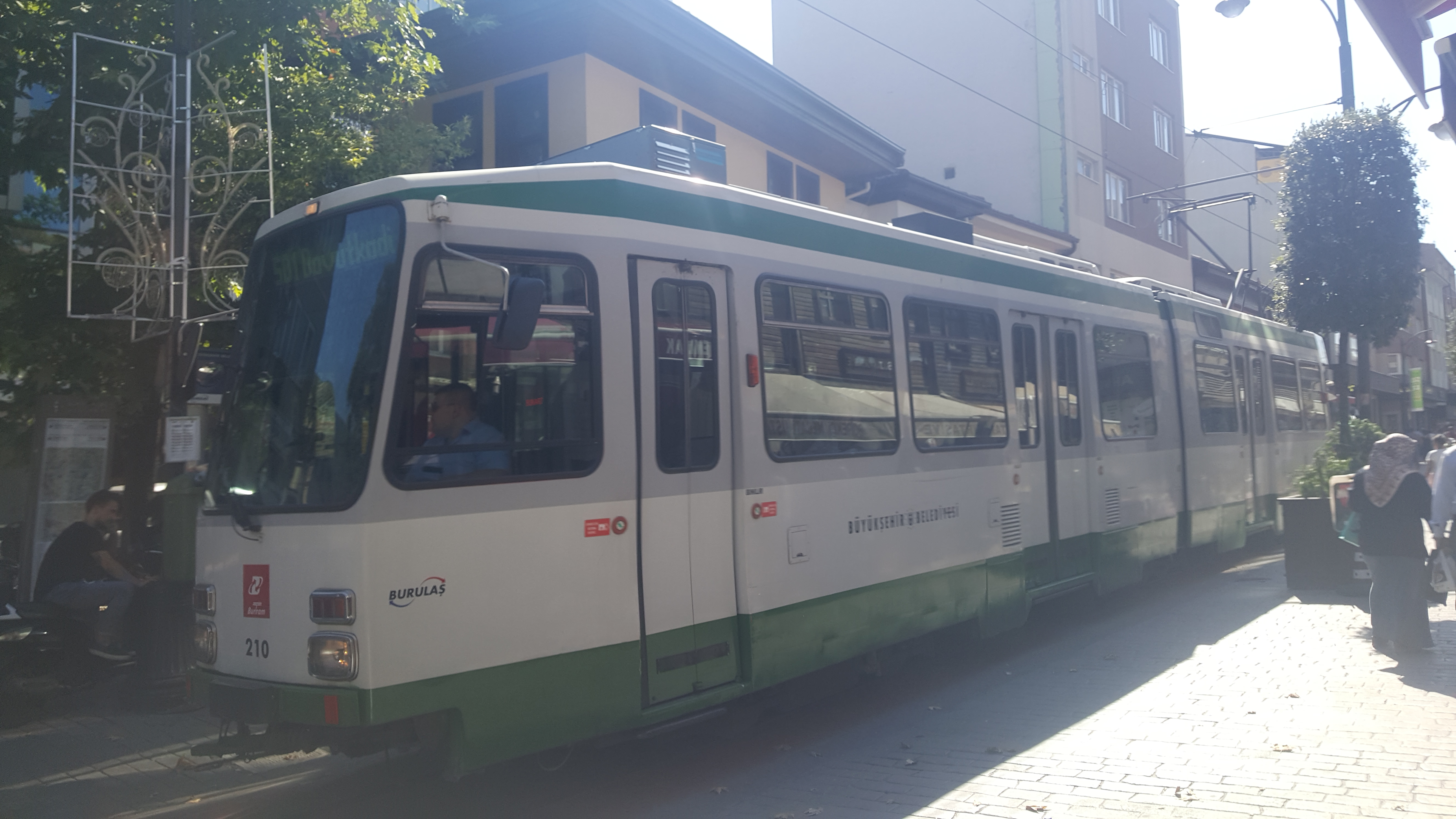
Tram der Linie T3 der Stadt Bursa

Aufgrund seiner geographischen Lage ist Bursa sehr gut an das türkische Straßennetz angebunden. Durch und um die Stadt verlaufen die Europastraße 90 sowie die Autobahn O-5, welche eine (Halb-)Ringautobahn um die Stadt darstellt. Die Stadt ist aufgrund ihrer wirtschaftlichen Bedeutung durch eine 4-spurige Schnellstraße mit dem Marmarameer verbunden. Autobahnstrecken nach Izmir und Istanbul sind 2012 teilweise schon in Bau.
Fähren verbinden die Vorstadt Mudanya am Marmarameer mit Istanbul. Diese werden von den Gesellschaften IDO (İstanbul Deniz Otobüsleri AŞ) und Budo (Bursa Deniz Otobüsleri) betrieben.
Bursa besitzt (wie einige Großstädte in der Türkei) keine Anbindung an das staatliche Eisenbahnnetz. Eine Anbindung an die Hochgeschwindigkeitsstrecke Ankara–Istanbul soll in den kommenden Jahren realisiert werden.
Dagegen besitzt die Stadt ein (im Vergleich mit anderen türkischen Großstädten) sehr gutes innerstädtisches Schienennetz, bestehend aus der U-Bahn Bursaray sowie der Straßenbahn Bursa.

## Bildungs- und Forschungseinrichtungen
Bursa ist Sitz der 1975 gegründeten staatlichen Bursa Uludağ Üniversitesi und der 2010 gegründeten Technischen Universität Bursa.

## Städtepartnerschaften

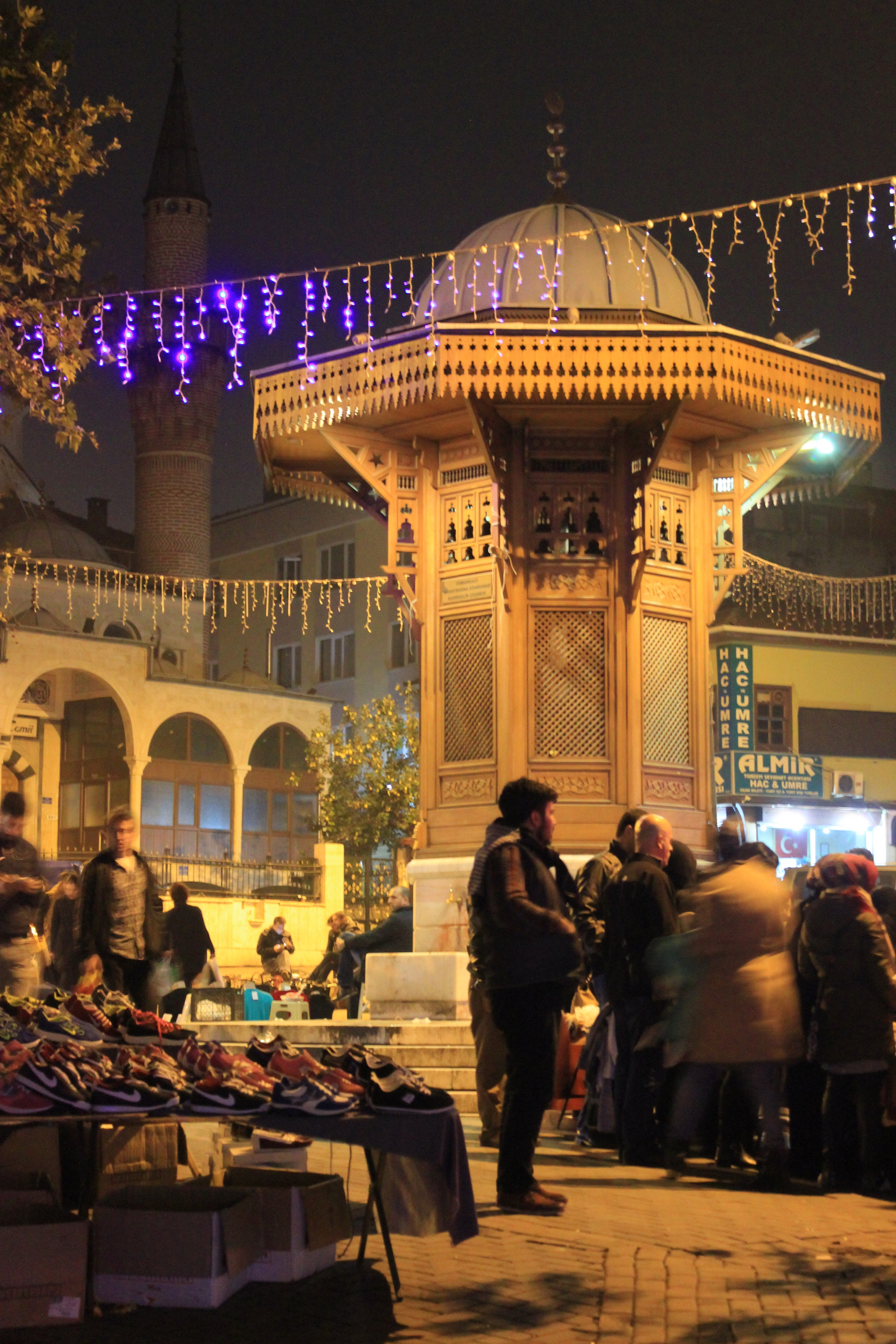
Ein Nachbau der Sebilj erinnert an die Städtepartnerschaft mit Sarajevo

Bursa unterhält 20 Gemeindepartnerschaften. Winnyzja war die letzte Stadt, mit der Bursa eine Städtepartnerschaft eingegangen ist. Das Gründungsdatum der Partnerschaft steht in Klammern. Die Städtepartnerschaften mit Darmstadt und Kulmbach wurden am 24. Februar 2017 von Bursa ausgesetzt.
| - Darmstadt, Deutschland (7. Juli 1971) - Sarajevo, Bosnien und Herzegowina (30. Juni 1972) - Multan, Pakistan (24. Februar 1975) - Oulu, Finnland (7. Juli 1979) - Tiffin, Ohio, Vereinigte Staaten (Mai 1983) - Kairouan, Tunesien (26. Dezember 1987) - Denizli, Türkei (4. Februar 1988) - Nikosia, Nordzypern (17. Dezember 1990) - Anshan, Volksrepublik China (8. November 1991) - Bitola, Nordmazedonien (3. November 1996) | - Herzlia, Israel (15. August 1997) - Ceadîr-Lunga, Moldau (23. September 1997) - Qysylorda, Kasachstan (4. Oktober 1997) - Muaskar, Algerien (25. Mai 1998) - Kulmbach, Deutschland (29. Oktober 1998) - Plewen, Bulgarien (30. Oktober 1998) - Plowdiw, Bulgarien (3. Dezember 1998) - Tirana, Albanien (15. Dezember 1998) - Košice, Slowakei (29. März 2000) - Winnyzja, Ukraine (8. März 2004) |

## Persönlichkeiten
- Berke Akçam (* 2002), Leichtathlet
- Nuri Aksel (* 1953), deutscher Hochschuldozent
- Yaren Alaca (* 2003), Schauspielerin und Influencerin
- Manolis Andronikos (1919–1992), griechischer Archäologe
- Neslihan Arın (* 1994), Badmintonspielerin
- Emre Aşık (* 1973), Fußballspieler
- Ömer Aşık (* 1986), Basketballspieler
- Sema Aydemir (* 1985), Leichtathletin
- Serdar Aziz (* 1990), Fußballspieler
- Ata Demirer (* 1972), türkischer Kabarettist, Komiker und Schauspieler
- Cakal (* 2001), Rapper
- Dion Chrysostomos (nach 40–vor 120), antiker Redner, Schriftsteller und Philosoph
- Güzin Çorağan (1943–2022), Schauspielerin
- Enver Duran (* 1945), Mediziner und Rektor der Trakya Üniversitesi in Edirne
- Yağız Kaan Erdoğmuş (* 2011), Schachspieler
- Nur Erkul (* 1985), Schauspielerin
- Sabiha Gökçen (1913–2001), Kampfpilotin
- Ömer Tuğrul İnançer (1946–2022), Anwalt, Autor und Sufimusiker
- Hazarhan Karaca (* 1999), Fußballspieler
- Hatice Kübra İlgün (* 1993), Taekwondoin
- Eren Keskin (* 1959), Anwältin und Menschenrechtlerin
- Mehmed Zahid Kotku (1897–1980), politisch aktiver Imam
- Karolos Koun (1908–1987), griechischer Theaterregisseur
- Halil Kumova (1956–2020), Schauspieler
- Pınar Kür (1943–2025), Schriftstellerin
- Emre Lale (* 1993), Badmintonspieler
- Zeki Müren (1931–1996), Dichter, Komponist, Sänger und Schauspieler
- Mahmut Orhan (* 1993), DJ und Musikproduzent
- Ertan Özkan (* 1996), Sprinter
- Zofia Potocka (1760–1822), galt als schönste Frau Europas
- Patricius von Prusa (4. Jh. n. Chr.), frühchristlicher Bischof
- Volkan Şen (* 1987), Fußballspieler
- Müzeyyen Senar (1918–2015), Sängerin
- Adnan Şenses (1935–2013), Sänger
- Şenol Sunat (* 1956), türkische Politikerin, Parlamentsabgeordnete der MHP und Vorsitzende der Frauenorganisation des Türk Ocağı
- Ahmed Taşköprüzade (1495–1561), osmanischer Gelehrter
- Berkin Usta (2000–2025), Skirennläufer
- Hakan Yavuz (* 1997), Fußballspieler
- Sercan Yıldırım (* 1990), Fußballspieler
- Okan Yılmaz (* 1978), Fußballspieler
- Hüseyin Yoğurtçu (* 1983), Fußballspieler
- Semih Yuvakuran (* 1963), Fußballspieler
- Qadi Zada (1364–1436), Mathematiker und Astronom

## Klimatabelle
|                        | Jan   | Feb   | Mär   | Apr   | Mai  | Jun  | Jul  | Aug  | Sep  | Okt   | Nov   | Dez   |   |        |
| Mittl. Temperatur (°C) | 5,4   | 6,5   | 9,0   | 13,0  | 18,1 | 22,6 | 25,1 | 25,2 | 20,8 | 15,9  | 10,7  | 7,0   | ⌀ | 15     |
| Mittl. Tagesmax. (°C)  | 9,8   | 11,4  | 14,6  | 19,2  | 24,4 | 28,9 | 31,5 | 31,7 | 27,6 | 22,2  | 16,6  | 11,5  | ⌀ | 20,8   |
| Mittl. Tagesmin. (°C)  | 1,7   | 2,4   | 4,1   | 7,4   | 12,0 | 16,2 | 18,4 | 18,7 | 14,8 | 10,8  | 6,0   | 3,3   | ⌀ | 9,7    |
|                        |       |       |       |       |      |      |      |      |      |       |       |       |   |        |
| Niederschlag (mm)      | 79,2  | 78,2  | 74,9  | 68,6  | 47,9 | 42,8 | 14,3 | 17,5 | 50,1 | 84,4  | 67,3  | 93,9  | Σ | 719,1  |
|                        |       |       |       |       |      |      |      |      |      |       |       |       |   |        |
| Sonnenstunden (h/d)    | 2,7   | 3,2   | 4,0   | 5,5   | 7,0  | 8,8  | 9,7  | 8,9  | 7,0  | 4,7   | 3,7   | 2,5   | ⌀ | 5,7    |
|                        |       |       |       |       |      |      |      |      |      |       |       |       |   |        |
| Regentage (d)          | 14,87 | 13,60 | 13,40 | 11,43 | 9,63 | 7,30 | 3,33 | 3,60 | 6,77 | 10,37 | 10,93 | 14,53 | Σ | 119,76 |

| 1,7 |

| 2,4 |

| 4,1 |

| 7,4 |

| 12,0 |

| 16,2 |

| 18,4 |

| 18,7 |

| 14,8 |

| 10,8 |

| 6,0 |

| 3,3 |

| 1,7 |

| 2,4 |

| 4,1 |

| 7,4 |

| 12,0 |

| 16,2 |

| 18,4 |

| 18,7 |

| 14,8 |

| 10,8 |

| 6,0 |

| 3,3 |

## Bilder von Bursa

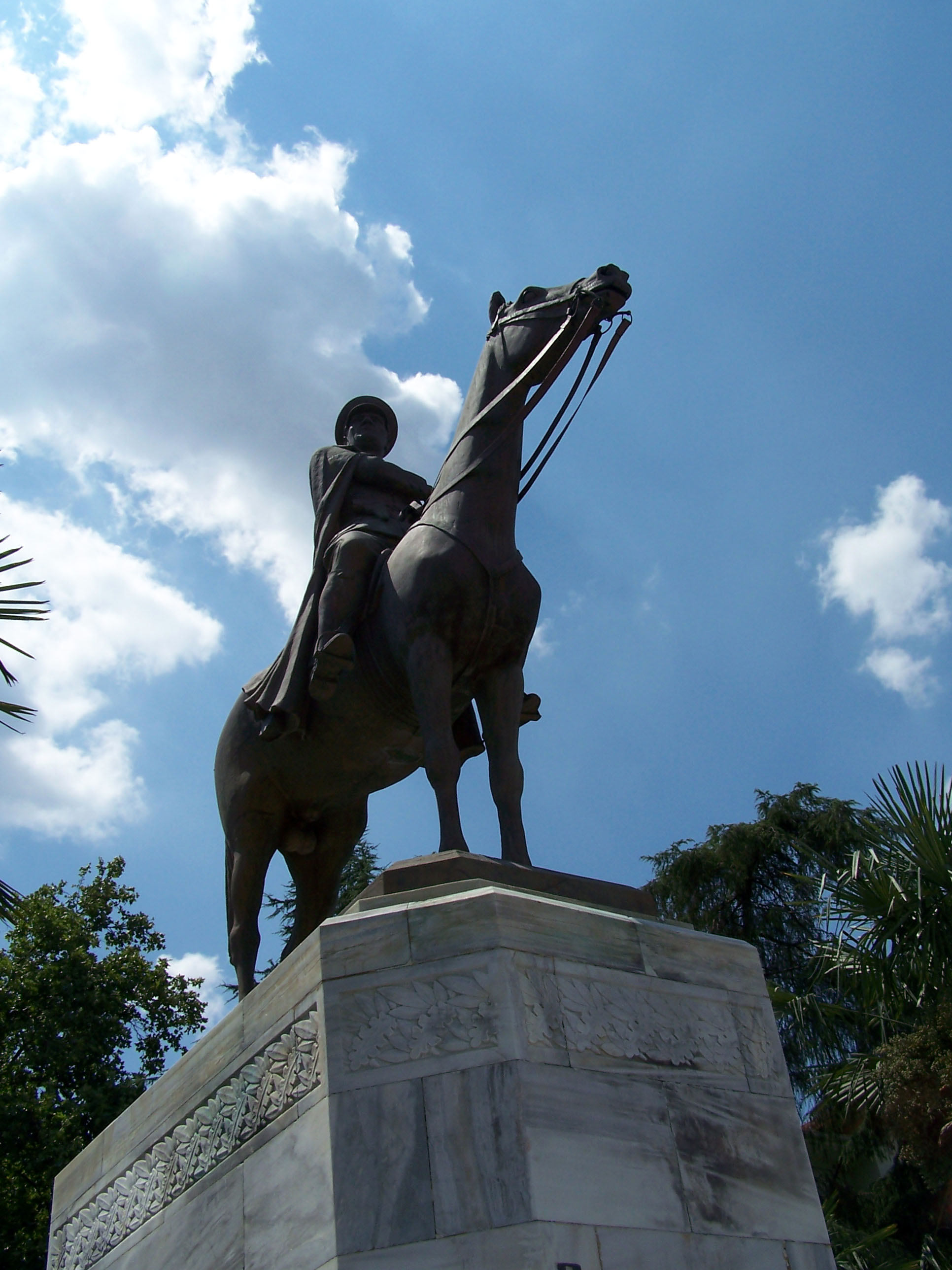
Atatürk-Statue
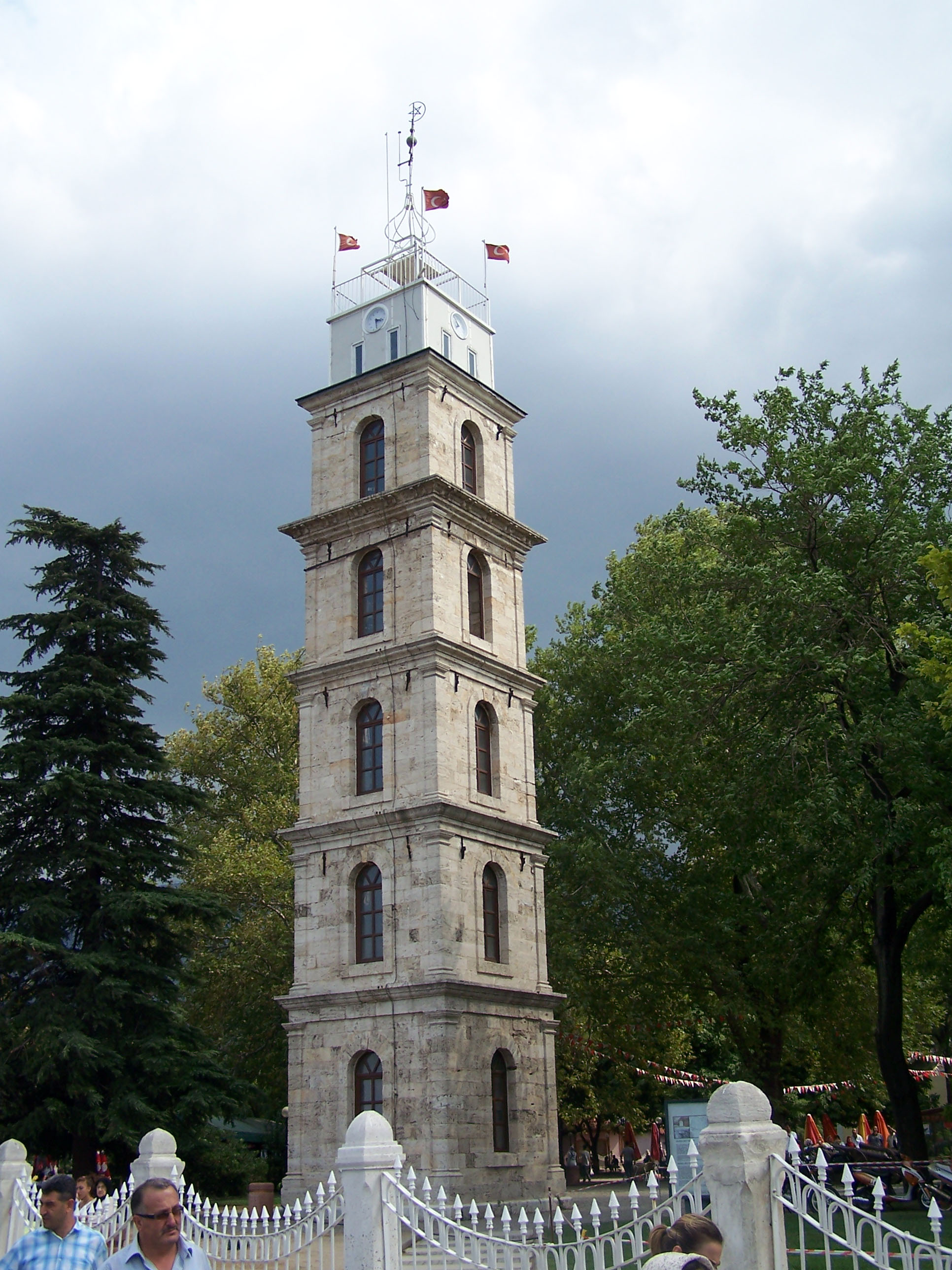
Uhrturm in Tophane
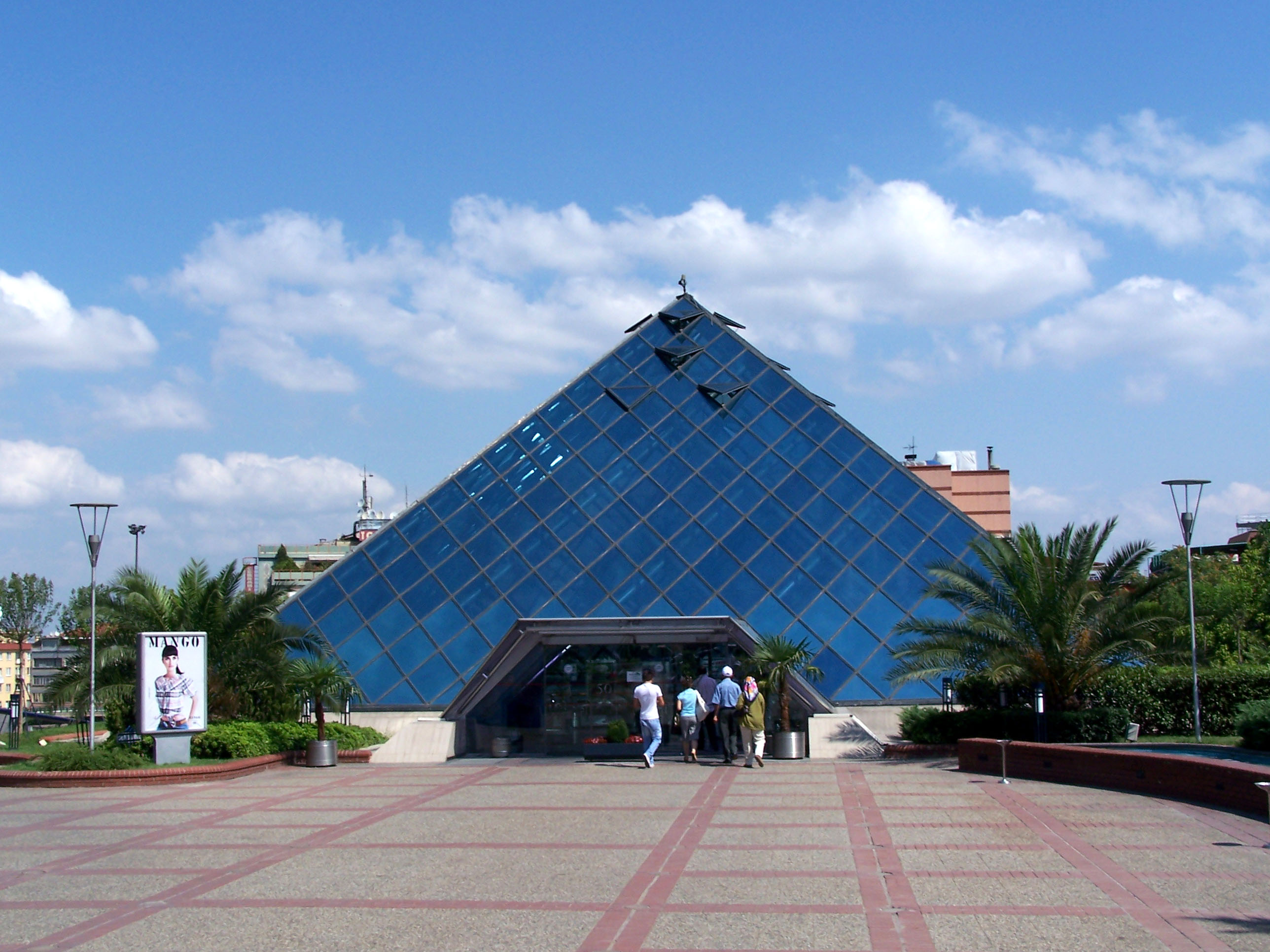
Zafer Plaza Shoppingcenter
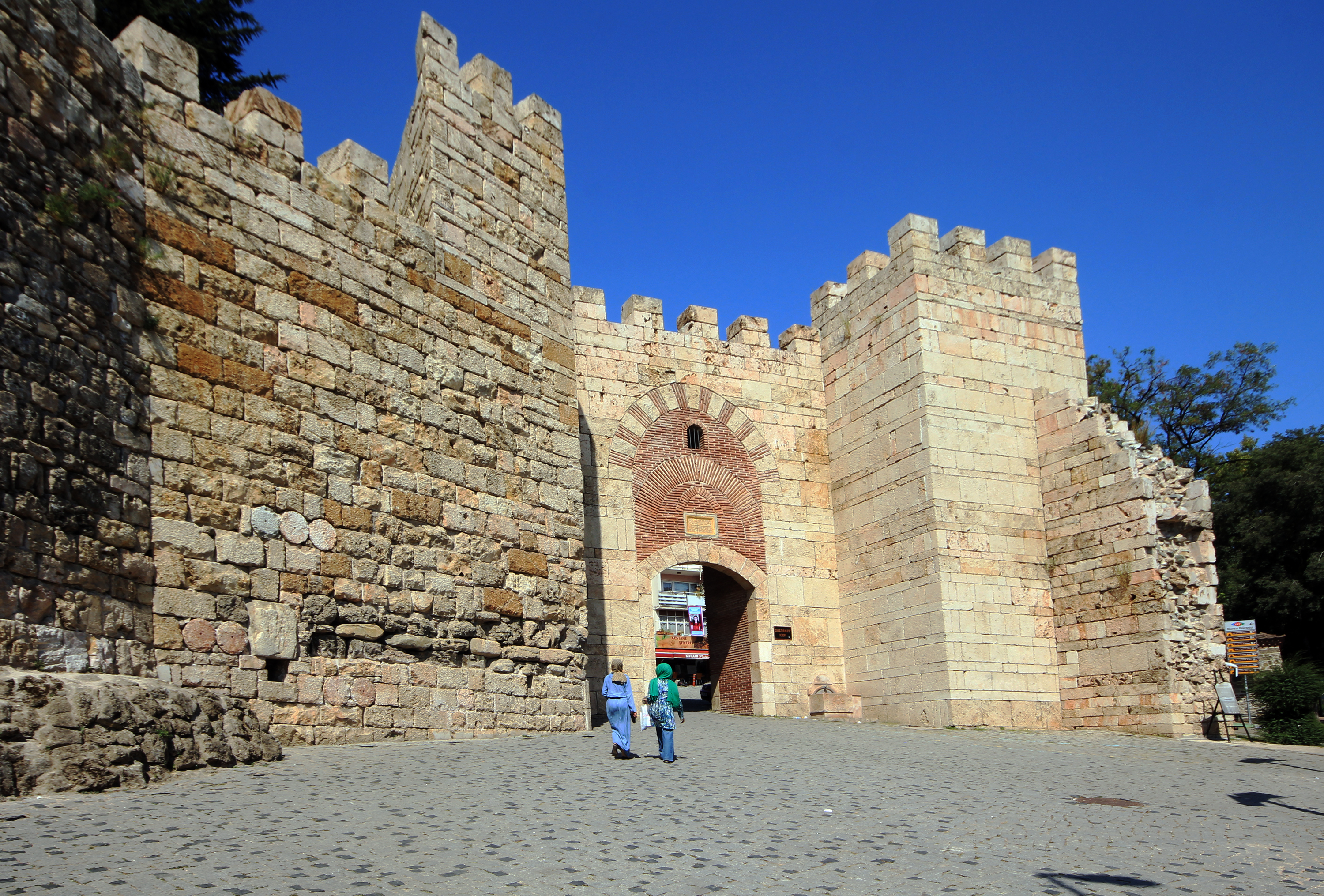
Burg Bursa